# Amir al-Mu'minin
Amīr al-Muʾminīn (in arabo أمير المؤمنين‎?, lett. Comandante dei credenti, e non - come erroneamente spesso riportato - Principe dei Credenti) è un titolo nobiliare del quale si fregiavano i califfi ed altre tipologie di leader delle comunità musulmane. Miramolino è la parola che in lingua italiana traslittera la parola di lingua araba.

## Storia
Secondo la dottrina sunnita, il primo miramolino fu il califfo Omar. Secondo la Shia fu invece Ali, cugino primo e genero del profeta Maometto, il primo a ricevere il titolo di miramolino proprio durante la vita del profeta stesso. L'uso di una simile espressione fu decisa dal secondo Califfo "ortodosso", ʿUmar b. al-Khattāb, che trovò scomodo usare, come aveva fatto il suo predecessore Abū Bakr, l'espressione Khalīfat rasūl Allāh (erede dell'Inviato di Dio) che, nel suo caso, sarebbe dovuta diventare per correttezza Khalīfat khalīfat rasūl Allāh (Luogotenente del Luogotenente dell'Inviato di Dio), destinata a diventare ancor più lunga a causa delle prevedibili future successioni califfali.